# Zelito Miranda
Zelito Miranda (Serrinha, 30 de agosto de 1954 — Salvador, 12 de agosto de 2022) foi um cantor brasileiro. É considerado o "rei do forró temperado".

## Carreira
Zelito nasceu em Serrinha, na Bahia. O interesse pela música surgiu ainda na infância. Aos 8 anos de idade, ele começou a tocar triângulo. Aos 17 anos, o cantor se mudou para Salvador, onde estudou teatro no Teatro Vila Velha. Atuou nos palcos e também no cinema. Sua carreira profissional na música começou aos 27 anos. Inicialmente, seu estilo se assemelhava ao MPB e ao rock. Tocou no grupo Novos Bárbaros, que fez sucesso nos anos 80 na Bahia. Seu primeiro disco, gravado no fim da década, adotou um repertório diverso que ele chamava de "Música Popular Nordestina". A partir daí, começou a cantar forró a pedido do público, com inspirações de Luiz Gonzaga e Genival Lacerda. Zelito ficou conhecido como o "Rei do Forró Temperado", som que preserva a sonoridade do gênero, mas se permite a novos instrumentos, arranjos e melodias. Zelito também ficou conhecido por comandar o projeto "Forró no Parque": "Uma vez por mês, nas manhãs de domingo, o artista recebia colegas já conhecidos do público e outros em início de carreira, a quem ele queria ajudar a dar projeção."
Em 2016, lançou sua autobiografia.

### Prêmios
Seu CD Forró Porreta ganhou o prêmio de "Melhor Disco do São João" no Troféu Melhores do São João de 2018. Em 2022, seu single "Nasci pra Cantar" foi indicado ao Troféu Correio Folia Junina como melhor música do São João.

## Morte
Morreu na madrugada de 12 de agosto de 2022, devido a problemas no pulmão. Seu corpo foi sepultado na tarde do mesmo dia. Diversos artistas e autoridades lamentaram a morte, incluindo o governador da Bahia, Rui Costa.